# Veau d'or du meilleur rôle principal
 (signalé en mai 2025).
Si vous disposez d'ouvrages ou d'articles de référence ou si vous connaissez des sites web de qualité traitant du thème abordé ici, merci de compléter l'article en donnant les références utiles à sa vérifiabilité et en les liant à la section « Notes et références ».
- Archive Wikiwix
- Bing
- Cairn
- DuckDuckGo
- E. Universalis
- Gallica
- Google
- G. Books
- G. News
- G. Scholar
- Persée
- Qwant
- (zh) Baidu
- (ru) Yandex
- (wd) trouver des œuvres sur Wikidata

Le Veau d'or du meilleur rôle principal (Gouden Kalf - Beste hoofdrol) est une récompense remise dans le cadre des Veaux d'or remis lors du Festival du cinéma néerlandais. Le prix, attribué depuis 2021, récompense la meilleure performance d'un acteur ou d'une actrice lors de l'année.

## Lauréats
- 2021 : Fedja van Huêt pour De veroordeling